# Sphaerodactylus copei
Sphaerodactylus copei este o specie de șopârle din genul Sphaerodactylus, familia Gekkonidae, descrisă de Steindachner 1867.

## Subspecii
Această specie cuprinde următoarele subspecii:
- S. c. astreptus
- S. c. cataplexis
- S. c. copei
- S. c. deuterus
- S. c. enochrus
- S. c. pelates
- S. c. picturatus
- S. c. polyommatus
- S. c. websteri

## Galerie

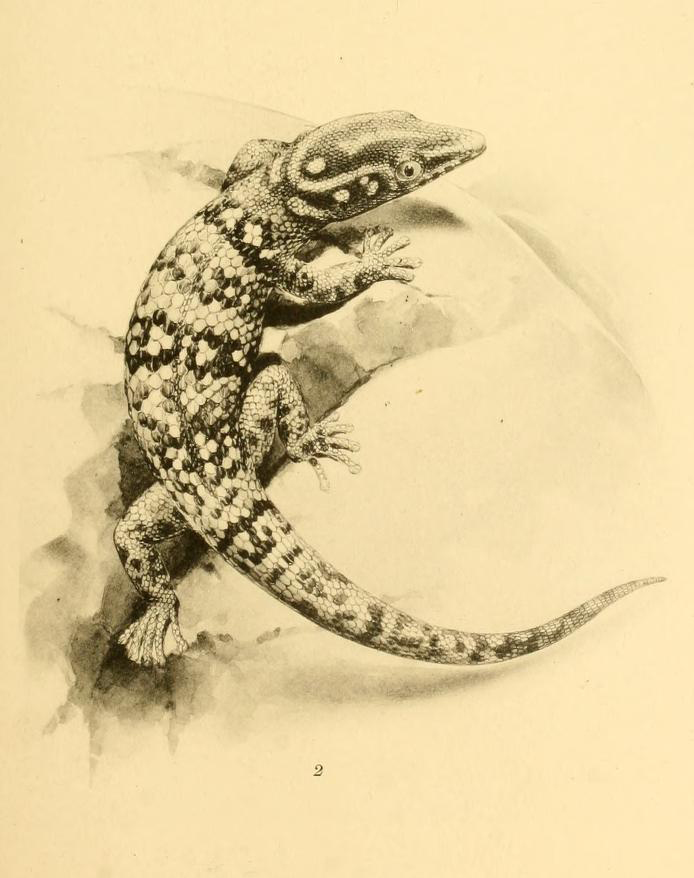
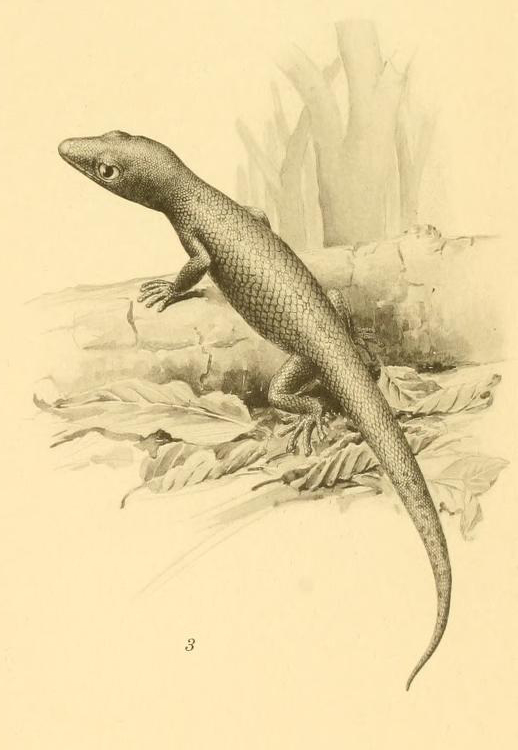
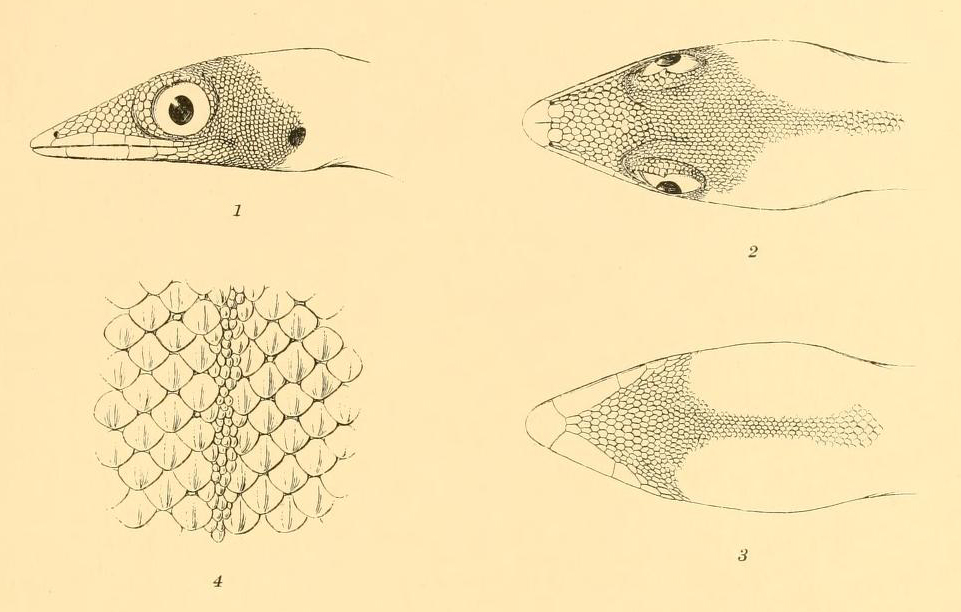
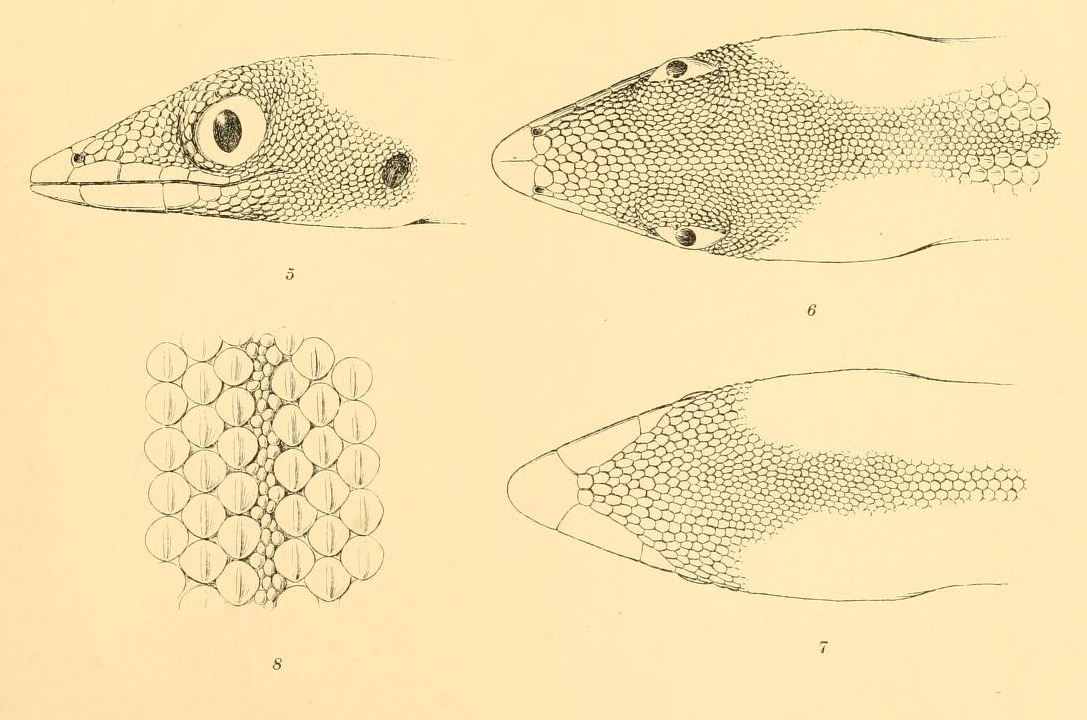